# Zygaenosia affinis
Zygaenosia affinis là một loài bướm đêm thuộc phân họ Arctiinae, họ Erebidae.